# Cartier
Cartier är en juvelerarfirma i Paris, grundad 1847 av Louis François Cartier. Företaget säljer exklusiva armbandsur, smycken, parfymer och pennor och har filialer i bland annat New York och London. Företaget grundades av Louis-François Cartier (1819–1904) i Paris 1847 och förblev under familjens kontroll fram till 1964. Företaget har sitt huvudkontor i Paris och är ett helägt dotterbolag till den schweiziska Richemont-gruppen. Cartier driver mer än 200 butiker i 125 länder, med tre tempel (historiska hus) i Paris, London och New York.
Cartier anses vara en av de mest prestigefyllda smyckestillverkarna. Forbes rankade Cartier på sin lista över mest värdefulla varumärken som 56:e 2020, med ett varumärkesvärde på 12,2 miljarder USD och intäkter på 6,2 miljarder USD.
Cartier har en lång historia av försäljning till kungligheter. Kung Edward VII hänvisade till Cartier som "kungarnas juvelerare och juvelerarnas kung". Till sin kröning 1902 beställde Edward VII 27 tiaror och gjorde en kunglig beställning till Cartier 1904. Liknande beställningar följde snart från hoven i Spanien, Portugal, Serbien, Ryssland och Huset Orléans. Den största enskilda beställningen hittills gjordes 1925 av en indisk kungligheten, maharajan av Patiala, för Patiala-halsbandet och andra smycken värda 1 000 miljoner INR (motsvarande 210 miljarder INR, 2,7 miljarder US$ eller 2,6 miljarder euro 2023).

## Historia

### Tidig historia
Louis-François Cartier grundade Cartier i Paris 1847 när han tog över sin mästare Adolphe Picards verkstad. 1874 tog Louis-François son Alfred Cartier över företaget, men det var Alfreds söner Louis, Pierre och Jacques som etablerade varumärket över hela världen.

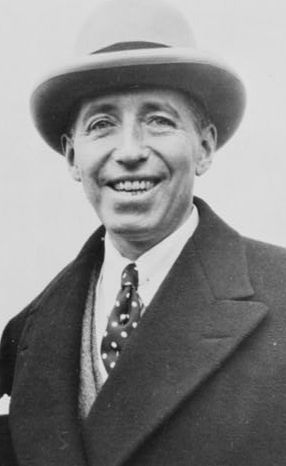
Pierre Cartier

### Pierre Cartier
Louis drev Parisfilialen och flyttade till Rue de la Paix 1899. Han var ansvarig för några av företagets mest berömda designer, till exempel mysterieklockorna (en typ av klocka med en genomskinlig urtavla, så kallad för att dess mekanism är dold), fashionabla armbandsur och exotisk orientalistisk art déco-design, inklusive de färgglada "Tutti Frutti"-juvelerna.
År 1904 klagade den brasilianske flygaren Alberto Santos-Dumont för sin vän Louis Cartier över det opålitliga och opraktiska i att använda fickur när han flyger. Cartier designade ett platt armbandsur med en distinkt fyrkantig ram som gynnades av Santos-Dumont och många andra kunder. Detta var första och enda gången som Cartier döpte en klocka efter sin ursprungliga bärare. "Santos"-klockan var Cartiers första armbandsur för män. 1907 undertecknade Cartier ett kontrakt med Edmond Jaeger, som gick med på att exklusivt leverera urverken till Cartier-klockorna. I Cartier-teamet fanns Charles Jacqueau, som gick med i Cartier 1909 under resten av sitt liv, och Jeanne Toussaint, som var chef för Fine Jewellery från 1933.
Pierre Cartier etablerade en filial i New York City 1909 och flyttade 1917 till 653 Fifth Avenue, Morton Freeman Plants nyrenässansbyggnad (son till järnvägsmagnaten Henry B. Plant), designad av arkitekten C.P.H. Gilbert.  Cartier köpte det från Plants i utbyte mot $100 i kontanter och ett dubbeltrådigt naturligt pärlhalsband, på den tiden värt $1 miljon. Vid den här tiden hade Cartier filialer i London, New York och Sankt Petersburg, och höll snabbt på att bli ett av de mest framgångsrika klockföretagen. 
Tankklockan, designad av Louis Cartier, introducerades 1919 och inspirerades av de nyligen introducerade stridsvagnarna på västfronten under första världskriget. I början av 1920-talet bildade Cartier ett aktiebolag med Edward Jaeger (från Jaeger-LeCoultre) för att starta verksamheter enbart för Cartier. Cartier fortsatte att använda sig av verksamheter från andra tillverkare: Vacheron Constantin, Audemars Piguet, Movado och LeCoultre. Det var också under denna period som Cartier började lägga till sina egna referensnummer för sina klockor genom att stämpla en fyrsiffrig kod på undersidan av en klack. Jacques tog hand om Londonverksamheten och flyttade så småningom till den nuvarande adressen på New Bond Street.

### Omorganisation
Efter Pierres död 1964 sålde Jean-Jacques Cartier (Jacques son), Claude Cartier (Louis son) och Marion Cartier Claudel (Pierres dotter) – som var respektive ledde Cartiers verksamheter i London, New York och Paris.
1972 köpte Robert Hocq, med hjälp av en grupp investerare ledda av Joseph Kanoui, Cartier Paris. 1974 respektive 1976 återköpte gruppen Cartier London och Cartier New York, och återförenade därmed Cartier över hela världen. Den nya direktören för Cartier, Robert Hocq, myntade uttrycket "Les Must de Cartier" (en anställd sägs ha sagt "Cartier, det är ett måste!" vilket betyder något man helt enkelt måste ha) med Alain Dominique Perrin, som var en Generaldirektör för företaget. Som ett resultat, 1976, blev "Les Must de Cartier" en linje av Cartier, med Alain D. Perrin som dess VD.
1979 slogs de olika Cartierföretagen samman, med Cartier Monde som enade och kontrollerade Cartier Paris, London och New York. Joseph Kanoui blev vicedirektör för Cartier Monde. I december 1979, efter direktör Robert Hocqs död, blev Nathalie Hocq (dotter till Hocq) direktör.

### Senaste utvecklingen

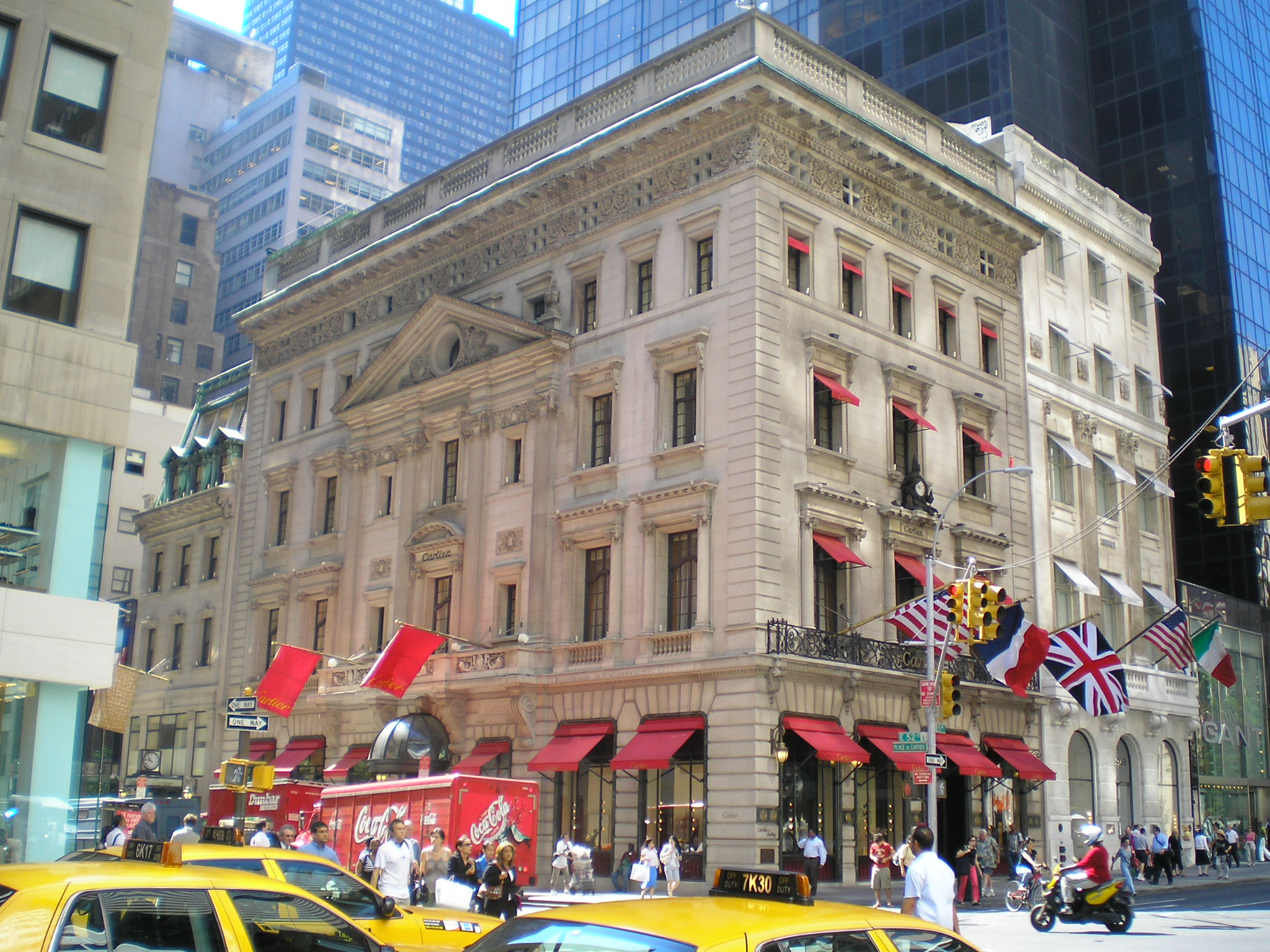
Cartier ligger i det före detta Morton F. Plant House på Fifth Avenue i New York.

1981 utsågs Alain Dominique Perrin till ordförande för Cartier SAA och Cartier International. Nästa år blev Micheline Kanoui, hustru till Joseph Kanoui, chef för smyckesdesign och lanserade sin första kollektion "Nouvelle Joaillerie." År 1984 grundade Perrin Foundation Cartier pour l'Art Contemporain för att föra Cartier in i det tjugoförsta århundradet, genom att bilda en förening med nu verksamma konstnärer. År 1986 utnämnde det franska kulturministeriet Perrin till chef för "Mission sur le mécénat d'entreprise" (en kommission för att studera företagens beskydd av konsten). Två år senare fick Cartier majoriteten i Piaget och Baume & Mercier. Från 1989 till 1990 arrangerade Musée du Petit Palais en utställning av Cartier-samlingen, L'Art de Cartier.
Perrin grundade en internationell kommitté 1991, Comité International de la Haute Horlogerie, för att organisera sin första salong, som hölls den 15 april 1991; detta har blivit en årlig mötesplats i Genève för yrkesverksamma inom detta område. Nästa år hölls den andra utställningen av L'Art de Cartierpå Eremitaget i Sankt Petersburg. 1993 bildades "Vendôme Luxury Group" som ett paraplyföretag för att kombinera Cartier, Dunhill, Montblanc, Piaget, Baume & Mercier, Karl Lagerfeld, Chloé, Sulka, Hackett och Seeger.
1994 flyttade Cartier Foundation till Rive Gauche och öppnade sitt huvudkontor i en byggnad designad för detta av Jean Nouvel. Nästa år hölls en stor utställning av Cartier Antique Collection i Asien. 1996 ställde Lausanne Hermitage Foundation i Schweiz ut Splendours of the Jewellery, som presenterade 150 år av produkter från Cartier.
2012 ägdes Cartier, genom Richemont, av den sydafrikanska familjen Rupert, och Elle Pagels, ett 24-årigt barnbarn till Pierre Cartier.